# جانيت إل. روبنسون
جانيت إل. روبنسون (بالإنجليزية: Janet L. Robinson)‏ هي صحفية أمريكية، ولدت في 11 يونيو 1950 في فول ريفر في الولايات المتحدة.

## وصلات خارجية
- جانيت إل. روبنسون على موقع إن إن دي بي (الإنجليزية)